# Enoplometopus

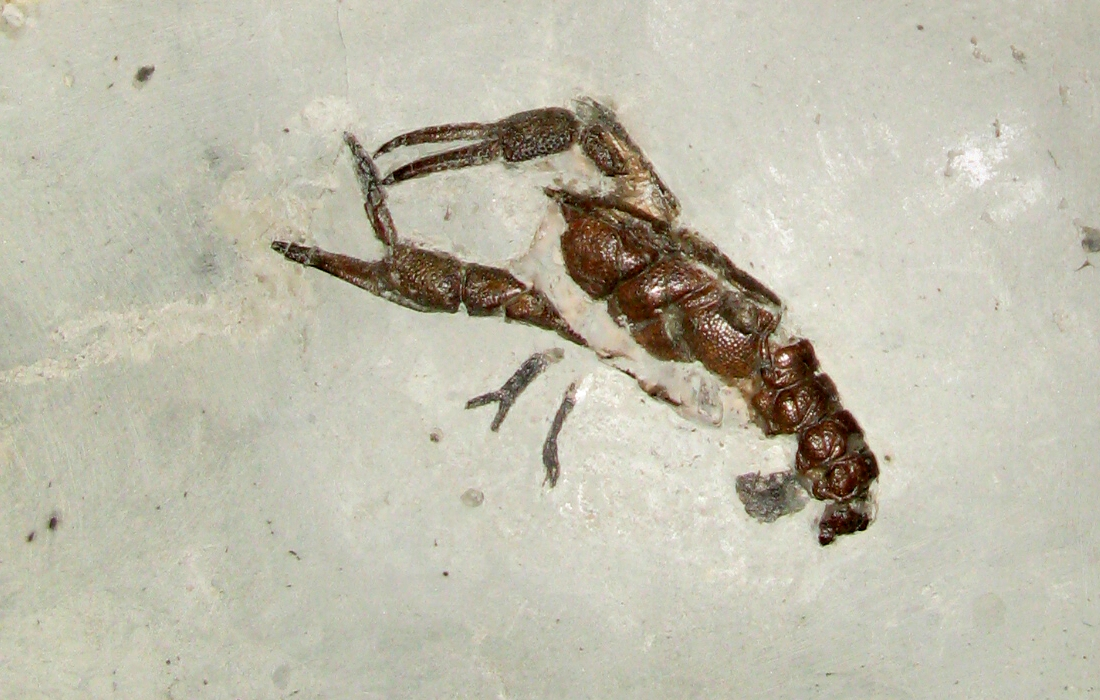
Fóssil de Eryma mandelslohi.

Enoplometopus é um género de pequenas lagostas pertencentes à família Enoplometopidae, do qual é o único género extante conhecido, com distribuição natural nos recifes de águas cálidas do Indo-Pacífico, Mar das Caraíbas e região tropical leste do Oceano Atlântico.

## Descrição
Espécies do género Enoplometopus ocorrem desde os recifes de coral, a profundidades de menos de 1 m até recifes rochosos a profundidades superiores a 300 m.
Os animais integrados neste género apresentam coloração corporal brilhante, com riscas, anéis ou manchas. As marcas são tipicamente de coloração avermelhada, laranja, purpúrea e branca. São lagostas pequenas que, dependendo da espécie, não ultrapassam 10–13 cm, noturnas, permanecendo durante o dia em grutas e fendas, e são de comportamento tímido. As espécies podem ser identificadas pela sua coloração e morfologia.
Em consequência das cores vivas que exibem, as espécies pertencentes a este género são populares em aquariofilia, sendo objeto de um importante comércio. A apanha sem regulação adequada, combinada com a destruição dos recifes de coral onde habitam, pode constituir uma séria ameaça para algumas espécies. Devido a incerteza sobre o impacte dessas potenciais ameaças, a maioria das espécies é consideradas como espécie deficiente de dados pela International Union for Conservation of Nature.
As lagostas pertencentes a este género distinguem-se das lagostas comuns, as pertencentes à família Nephropidae, por apresentarem  quelas (pinças) completas apenas no primeiro par de pereópodes, com os segundo e terceiro pares de apenas subquelados, isto é com o último segmento do membro a fechar por pressão contra uma curta projeção do penúltimo segmento. As lagostas comuns apresentam quelas nos primeiros três pares de pereópodes. Os machos, ao contrário do que ocorre entre as lagostas da família Nephropidae, apresentam um lobo extra no segundo pleópode, que se acredita ter alguma função na reprodução. Outra característica distintiva das espécies pertencentes ao género Enoplometopus é a presença de um sulco cervical pouco profundo, sulco que no caso das lagostas da família Nephropidae é profundo.
Apesar de não ser conhecido qualquer registo fóssil de membros do género Enoplometopus, são conhecidas evidências que apontam para uma relação filogenética próxima com o género extinto Eryma que se conhece ter vivido do Permo-Triássico até aoCretáceo tardio.

## Espécies
O género Enoplometopus contém as seguintes espécies:
- Enoplometopus antillensis Lütken, 1865
- Enoplometopus callistus Intès and Le Loeuff, 1970
- Enoplometopus chacei Kensley and Child, 1986
- Enoplometopus crosnieri Chan and Yu, 1998
- Enoplometopus daumi Holthuis, 1983
- Enoplometopus debelius Holthuis, 1983
- Enoplometopus gracilipes (De Saint Laurent, 1988)
- Enoplometopus holthuisi Gordon, 1968
- Enoplometopus occidentalis (Randall, 1840)
- Enoplometopus pictus A. Milne Edwards, 1862
- Enoplometopus voigtmanni Türkay, 1989